# Antamenes unicornis
Antamenes unicornis är en stekelart som beskrevs av Giordani Soika 1995. Antamenes unicornis ingår i släktet Antamenes och familjen Eumenidae. Utöver nominatformen finns också underarten A. u. flaviculus.